# Villers-aux-Érables
Pour les articles homonymes, voir Villers.
Villers-aux-Érables est une commune française située dans le département de la Somme, en région Hauts-de-France.

## Géographie

### Localisation
Villers-aux-Érables est un village picard de l'Amiénois et de la région naturelle du Santerre.
Limitrophe de Moreuil, la localité est située à 9 km au sud de Villers-Bretonneux, 14 km au sud de Corbie, 16 km au nord de Montdidier, 21 km au sud-est d'Amiens et à 50 km au nord-est de Beauvais à vol d'oiseau.
Le territoire de la commune est limitrophe de ceux de cinq communes.
Les communes limitrophes sont  Domart-sur-la-Luce, Démuin, Moreuil, Mézières-en-Santerre et Thennes.

### Géologie et relief
(avril 2025).
Si vous disposez d'ouvrages ou d'articles de référence ou si vous connaissez des sites web de qualité traitant du thème abordé ici, merci de compléter l'article en donnant les références utiles à sa vérifiabilité et en les liant à la section « Notes et références ».
Le relief de la commune est celui d'une plaine située à une altitude comprise entre 87 m et 106 m. Trois départs de vallées sèches viennent entailler la plaine. La plus importante se trouve au nord de la commune aux lieudits « vallée belle fille » et « la vignette ». Elle se poursuit sur le terroir de la commune de Démuin. La seconde a son origine à l'ouest, au lieudit « bois d'Hollande ». Elle se poursuit sur le terroir de la commune de Thennes. La troisième vallée sèche débute immédiatement à l'Est de la partie construite de la commune. Elle se poursuit sur le terrir de Mézières-en-Santerre aux lieudits « Vallée de Villers, puis « Bois des brouettes » puis « Bois de la vallée »
Toutes ces vallées sèches aboutissent dans la vallée de la rivière Luce.
Comme le montre la carte géologique au 1/50000 du site Géoportail, le sol de la commune est principalement composé du limon des plateaux (LP), appelé aussi lœss. Celui-ci est d'origine éolienne. La teneur en argile de ces limons est variable selon les endroits sur le territoire. Les analyses de sol réalisées par les agriculteurs le montrent. Il s'agit de limons moyens à argileux. Comme le terroir est situé en bordure du plateau, la couche de limon est relativement faible (entre 20 et 50 cm).
Sous la couche de limon des plateaux, on trouve l'argile à silex qui est désignée, sur la carte géologique, par l'abréviation LPs. L'argile à silex provient de la décarbonation de la craie. Les zones d'argile à silex se trouvent au début des départs de vallée sèches
Sous cette seconde couche, on trouve la craie qui affleure dans la partie basse des deux vallées sèches les plus importantes. Il s'agit de craie du crétacé.

### Hydrographie
La commune est située dans le bassin Artois-Picardie. Elle n'est drainée par aucun cours d'eau.
Dans les années 1890, la nappe phréatique était située à une cinquantaine de mètres en dessous du niveau du sol.

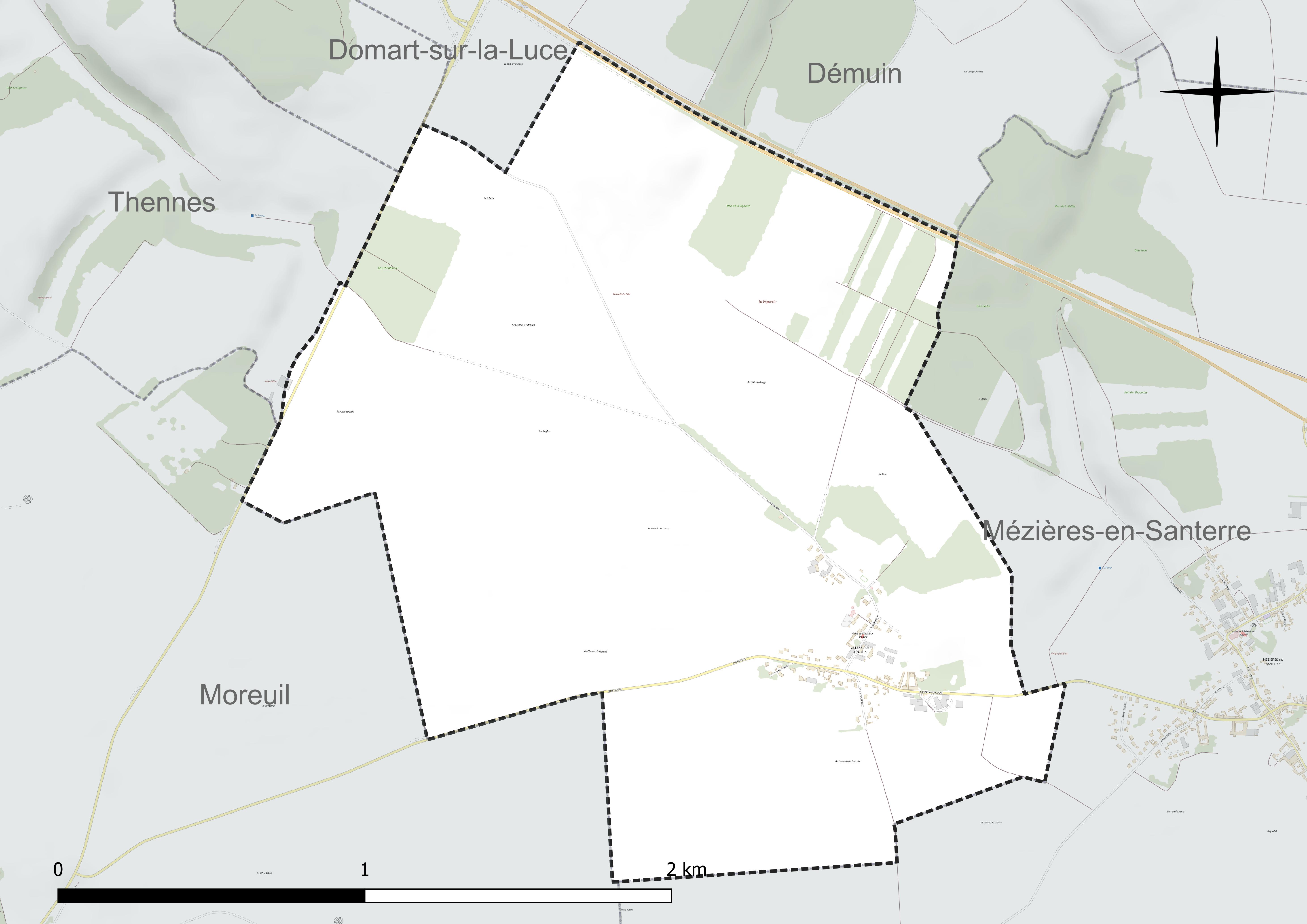
Réseau hydrographique de Villers-aux-Érables.

### Climat
Pour des articles plus généraux, voir Climat des Hauts-de-France et Climat de la Somme.
En 2010, le climat de la commune est de type climat océanique dégradé des plaines du Centre et du Nord, selon une étude du CNRS s'appuyant sur une série de données couvrant la période 1971-2000. En 2020, Météo-France publie une typologie des climats de la France métropolitaine dans laquelle la commune est exposée à un climat océanique et est dans la région climatique Nord-est du bassin Parisien, caractérisée par un ensoleillement médiocre, une pluviométrie moyenne régulièrement répartie au cours de l'année et un hiver froid (3 °C).
Pour la période 1971-2000, la température annuelle moyenne est de 10,4 °C, avec une amplitude thermique annuelle de 14,3 °C. Le cumul annuel moyen de précipitations est de 692 mm, avec 11,5 jours de précipitations en janvier et 8,6 jours en juillet. Pour la période 1991-2020, la température moyenne annuelle observée sur la station météorologique la plus proche, située sur la commune de Rouvroy-en-Santerre à 13 km à vol d'oiseau, est de 10,8 °C et le cumul annuel moyen de précipitations est de 635,8 mm,. Pour l'avenir, les paramètres climatiques de la commune estimés pour 2050 selon différents scénarios d'émission de gaz à effet de serre sont consultables sur un site dédié publié par Météo-France en novembre 2022.

## Urbanisme

### Typologie
Au 1er janvier 2024, Villers-aux-Érables est catégorisée commune rurale à habitat dispersé, selon la nouvelle grille communale de densité à sept niveaux définie par l'Insee en 2022.
Elle est située hors unité urbaine. Par ailleurs la commune fait partie de l'aire d'attraction d'Amiens, dont elle est une commune de la couronne,. Cette aire, qui regroupe 369 communes, est catégorisée dans les aires de 200 000 à moins de 700 000 habitants,.

### Occupation des sols
L'occupation des sols de la commune, telle qu'elle ressort de la base de données européenne d'occupation biophysique des sols Corine Land Cover (CLC), est marquée par l'importance des territoires agricoles (98,2 % en 2018), une proportion identique à celle de 1990 (98,2 %). La répartition détaillée en 2018 est la suivante : 
terres arables (95,8 %), zones agricoles hétérogènes (2,4 %), forêts (1,8 %). L'évolution de l'occupation des sols de la commune et de ses infrastructures peut être observée sur les différentes représentations cartographiques du territoire : la carte de Cassini (XVIIIe siècle), la carte d'état-major (1820-1866) et les cartes ou photos aériennes de l'IGN pour la période actuelle (1950 à aujourd'hui).

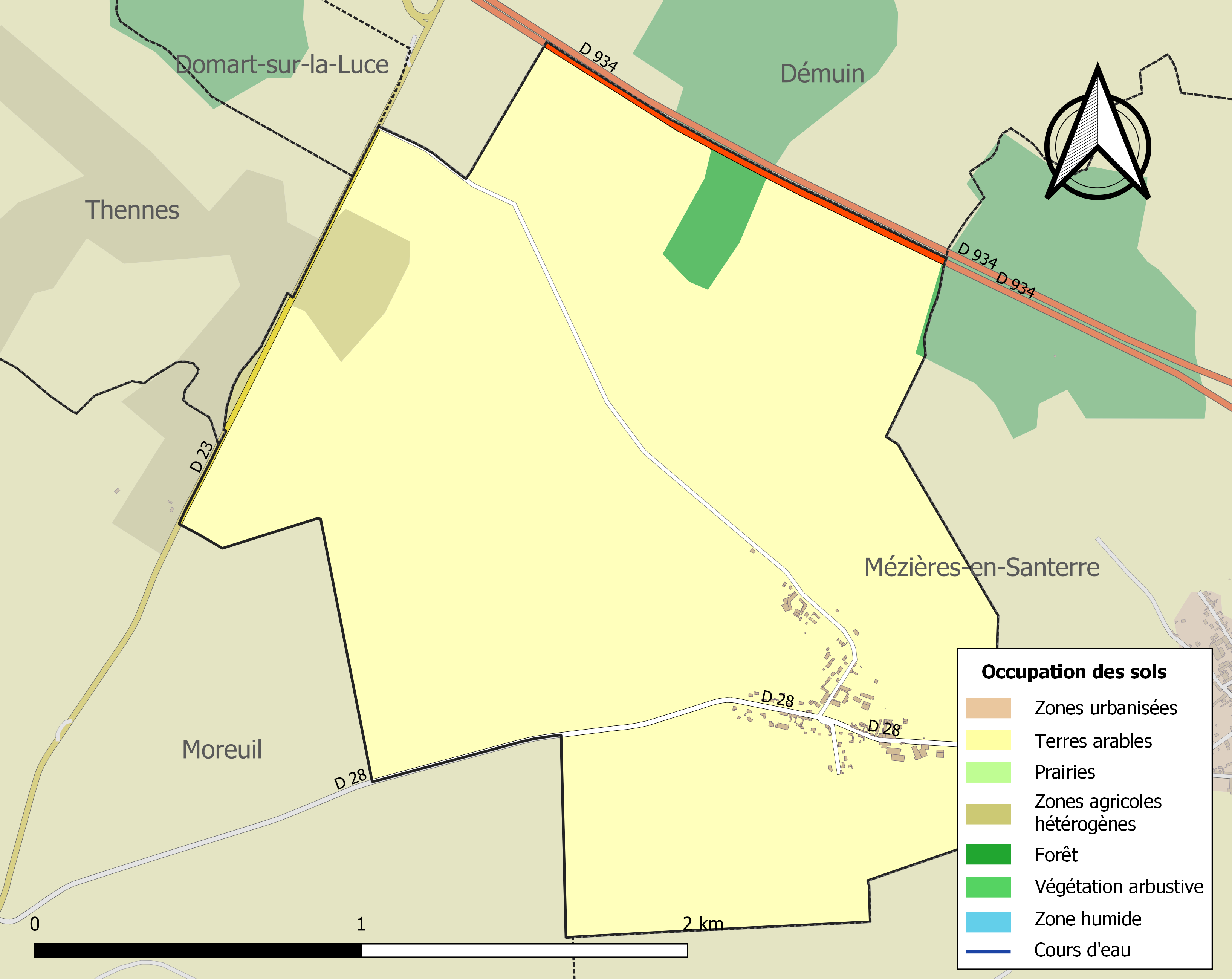
Carte des infrastructures et de l'occupation des sols de la commune en 2018 (CLC).

### Habitat
La commune présente un habitat groupé. Le village, détruit pendant la Première Guerre mondiale, fut reconstruit durant l'Entre-deux-guerres.

### Voies de communication et transports
La localité est desservie par les autocars du réseau inter-urbain Trans'80, Hauts-de-France (ligne no 45, Moreuil -  Montdidier).
Villers-aux-Érables n'est accessible que par deux voies goudronnées : la route D 28 qui relie Moreuil à Rosières-en-Santerre et la route communale qui relie la partie construite du village à la route D 23 entre Moreuil et Démuin. De cette dernière on accède, vers le nord, à la route à quatre voies, RD 934, ancienne voie romaine, entre Amiens et Roye puis Noyon. On peut également accéder à la RD 934, après avoir traversé le village de Mézières-en-Santerre, en suivant la D 28 vers le nord.

## Toponymie
Le premier document à mentionner le village date de 1231. Il est alors dénommé Villare ad Araules, du nom ancien des érables qui se plaisent particulièrement bien sur son terroir.

## Histoire

### Préhistoire
On a trouvé autour de la mare de Villers, située sur un point bas du Santerre, des pointes de flèches en silex provenant, semble-t-il, du néolithique supérieur.

### Antiquité
L'archéologie par photographie aérienne a permis à Roger Agache de découvrir la trace de substructions de trois grandes villas gallo-romaines.

### Moyen Âge
Le seigneur le plus ancien de Villers dont on a gardé la trace est le chevalier Guillaume de Villers en 1207.
Au XIVe siècle, la seigneurie de Villers appartint à la famille de Fontaines qui la garda jusque 1600.
En 1416, les anglo-bourguignons s'emparèrent du château d'Hangest-en-Santerre et imposèrent leur présence dans les villages des environs.

### Époque moderne
Vers 1600, la seigneurie de Villers-aux Érables passa à la famille de Cambray.
On ne sait pas si Villers-aux-Érables fut ravagés par les armées espagnoles en 1659 comme le fut le village voisin de Mézières-en-Santerre. Le château fut construit, en 1680, par Maximilien de Cambray (1639-1716).
Villers relevait avant la Révolution française du bailliage et de l'élection de Montdidier.

### Époque contemporaine

#### XIXesiècle
En 1814-1815, les cosaques occupèrent le village.
En 1870-1871, Villers-aux-Érables subit les réquisitions de l'armée prussienne.
À la fin du XIXe siècle, le village avait une activité tisserande, puisque de nombreux travailleurs à domicile de Villers-aux-Érables, appelés badestamiers, fabriquaient des bas en laine fine pour des négociants de Moreuil et d'Amiens.

#### Première Guerre mondiale
Pendant la Première Guerre mondiale, le village était à proximité de la ligne de front, notamment lors de la bataille de la Somme. Un cimetière militaire français est alors créé.
L'attaque allemande de l'offensive du Printemps du 21 mars 1918 sur le front Saint-Quentin - La Fère avait réussi à créer une poche de 80 km de profondeur dans le front anglo-français. Celui-ci était totalement rompu entre les rivières Avre et Luce. Le 27 mars 1918, général Foch, commandant en chef des troupes alliées, envoya des renforts et chargea la 1re armée française du général Debeney d'étendre son front lors de la bataille d'Amiens et de maintenir à tout prix la liaison avec l'armée anglaise du général Gough qui reculait vers Villers-Bretonneux et Amiens. L'ordre fut donc donné aux français de résister jusqu'à la mort sur le plateau du Santerre. Néanmoins, le village est pris par l'armée allemande le 29 mars 1918, malgré la résistance du 321e régiment d'infanterie, qui perdit alors la quasi-totalité de ses effectifs, dont 19 officiers et 750 hommes. Les combats se poursuivirent le lendemain autour du village et de l'Avre, marqués par la victoire allemande.
Une contre-attaque est menée le 31 mars par le lieutenant canadien G. M. Flowerdew, de l'escadron C du « Lord Strathcona's horses », qui est mortellement blessé, ainsi que la quasi-totalité de son escadron. Malgré son insuccès, cet assaut semble avoir inquiété l'état-major allemand et l'avoir conduit à ralentir son offensive, qui est contrée lors de la bataille du Bois Sénécat en particulier par le 12e régiment de cuirassiers.
Lors de la contre-offensive alliée de la bataille d'Amiens (1918), le 8 août 1918, après une terrible préparation d'artillerie par 1 600 pièces dont 900 canons de 75, des mortiers de 220 et de 240, qui tirèrent plus de 36 000 obus dont 29 000 de calibres supérieurs aux 75 qui rasèrent totalement le village, ce qui en restait est libéré vers 11 heures du matin.
À la fin de la guerre, le village est considéré comme entièrement détruit.

#### Entre-deux-guerres
La commune a été décorée de la Croix de guerre 1914-1918 le 30 octobre 1920.
Le village a été reconstruit de 1920 à 1926 et devint essentiellement agricole, l'activité de fabrication de bas ayant cessé.

#### Seconde Guerre mondiale
La commune fut libérée par l'armée britannique le 31 août 1944.

#### Trente Glorieuses
Après la Seconde Guerre mondiale, une pépinière du village emploie jusqu'à 40 employés. Elle cesse son activité en 1996. Le dernier commerce du village, un café-épicerie, ferme vers 1980.

#### Début duXXIesiècle
Seules subsistent actuellement trois fermes spécialisées dans la production de pomme de terre de haute qualité et de légumes fins pour l'industrie agroalimentaire, en particulier l'usine Bonduelle à Estrées-Mons.

## Politique et administration

### Rattachements administratifs et électoraux
La commune se trouve dans l'arrondissement de Montdidier du département de la Somme. Pour l'élection des députés, elle fait partie, depuis 2012, de la quatrième circonscription de la Somme.
Elle fait partie depuis 1793 du canton de Moreuil, qui a été modifié et agrandi dans le cadre du redécoupage cantonal de 2014 en France.

### Intercommunalité
La commune était membre de la communauté de communes du canton de Moreuil, créée par un arrêté préfectoral du 4 décembre 1992 et renommée communauté de communes Avre Luce Moreuil (CCALM) par arrêté préfectoral du 6 mai 1996.
Dans le cadre des dispositions de la loi portant nouvelle organisation territoriale de la République du 7 août 2015, qui prévoit que les établissements publics de coopération intercommunale (EPCI) à fiscalité propre doivent avoir un minimum de 15 000 habitants, la préfète de la Somme propose en octobre 2015 un projet de nouveau schéma départemental de coopération intercommunale (SDCI) prévoyant la réduction de 28 à 16 du nombre des intercommunalités à fiscalité propre du département.
Après des hypothèses de regroupement des communautés de communes du Grand Roye (CCGR), du canton de Montdidier (CCCM), du Santerre et d'Avre, Luce et Moreuil, la préfète dévoile en octobre 2015 son projet qui prévoit la « des communautés de communes d'Avre Luce Moreuil et du Val de Noye », le nouvel ensemble de 22 440 habitants regroupant 49 communes,. À la suite de l'avis favorable des intercommunalités et de la commission départementale de coopération intercommunale en janvier 2016 puis des conseils municipaux et communautaires concernés, la fusion est établie par un arrêté préfectoral du 22 décembre 2016, qui prend effet le 1er janvier 2017.
La commune est donc désormais membre de la communauté de communes Avre Luce Noye (CCALN).

### Liste des maires
| Période                                  | Période                      | Identité                         | Étiquette                                    | Qualité |
| ---------------------------------------- | ---------------------------- | -------------------------------- | -------------------------------------------- | --- |
| Les données manquantes sont à compléter. |                              |                                  |                                              | |
| août 1800                                | février 1822                 | Louis Antoine de Cambray-Digny   |                                              | |
| Les données manquantes sont à compléter. |                              |                                  |                                              | |
| 1825                                     |                              | Édouard Cadeau d'Acy (1795-1860) | légitimiste rallié à la monarchie de Juillet | Propriétaire terrien Conseiller général de Moreuil (1833 → 1848) Président du conseil général de la Somme (1841) Député de la Somme (1837 → 1848) |
| Les données manquantes sont à compléter. |                              |                                  |                                              | |
| avant 1981                               | 2008                         | Henry Poitrey                    | DVD                                          | |
| mars 2008                                | 2020                         | Christiane Nansot                |                                              | |
| 2020                                     | En cours (au 8 octobre 2020) | Miguel Benony                    |                                              | |

## Démographie
L'évolution du nombre d'habitants est connue à travers les recensements de la population effectués dans la commune depuis 1793. Pour les communes de moins de 10 000 habitants, une enquête de recensement portant sur toute la population est réalisée tous les cinq ans, les populations de référence des années intermédiaires étant quant à elles estimées par interpolation ou extrapolation. Pour la commune, le premier recensement exhaustif entrant dans le cadre du nouveau dispositif a été réalisé en 2004.

En 2022, la commune comptait 145 habitants, en évolution de +19,83 % par rapport à 2016 (Somme : −1,26 %, France hors Mayotte : +2,11 %).
| 1793 | 1800 | 1806 | 1821 | 1831 | 1836 | 1841 | 1846 | 1851 |
| ---- | ---- | ---- | ---- | ---- | ---- | ---- | ---- | ---- |
| 272  | 217  | 258  | 231  | 249  | 268  | 254  | 262  | 264  |

| 1856 | 1861 | 1866 | 1872 | 1876 | 1881 | 1886 | 1891 | 1896 |
| ---- | ---- | ---- | ---- | ---- | ---- | ---- | ---- | ---- |
| 257  | 249  | 269  | 234  | 231  | 219  | 209  | 181  | 159  |

| 1901 | 1906 | 1911 | 1921 | 1926 | 1931 | 1936 | 1946 | 1954 |
| ---- | ---- | ---- | ---- | ---- | ---- | ---- | ---- | ---- |
| 156  | 153  | 136  | 127  | 105  | 87   | 74   | 115  | 100  |

| 1962 | 1968 | 1975 | 1982 | 1990 | 1999 | 2004 | 2006 | 2009 |
| ---- | ---- | ---- | ---- | ---- | ---- | ---- | ---- | ---- |
| 104  | 106  | 98   | 94   | 96   | 104  | 121  | 125  | 136  |

| 2014 | 2019 | 2022 | - | - | - | - | - | - |
| ---- | ---- | ---- | - | - | - | - | - | - |
| 122  | 138  | 145  | - | - | - | - | - | - |

## Économie

### Activités économiques et de services
L'activité dominante de la commune reste l'agriculture.

## Culture locale et patrimoine

### Lieux et monuments
- Vestiges de l'ancien château de Villers-aux-Érables, construit en brique et pierre à la fin du XVIIe siècle par la famille de Cambray, fut vendu par celle-ci, en 1822, à la famille Cadeau d'Acy. Il comportait un corps de logis encadré par deux ailes en retour, le tout édifié d'un étage sur rez de chaussée, surmonté d'une toiture en ardoises. Il entra par succession en 1885 dans la famille de Rougé qui le fit restaurer et agrandir en 1908[42]. Il fut alors prolongé par l'ajout d'un pavillon à chaque extrémité. Il fut fortement endommagé par des bombardements, lors de la bataille sur l'Avre, en 1918[43],[44],[45], et ses restes furent abattus quelques années plus tard. Son aspect est connu par des cartes postales ou des ouvrages anciens et des photos[46],[47]. Il n'en subsiste aujourd'hui qu'une partie du mur d'enceinte du parc et de la grille d'entrée, face à laquelle se trouvait le château.

- Alignement de tilleuls dont les plus anciens ont été plantés vraisemblablement vers 1680, date de la construction du château. Sur cette large allée qui précédait autrefois le château, on relève différents périodes de plantation, les plus récentes ont été réalisées par la commune de Villers-aux-Érables, propriétaire des lieux[48].
- Église paroissiale Saint-Sulpice, reconstruite après la destruction[49] de la précédente[50] lors de la Première Guerre mondiale.

L'ancienne église paroissiale, détruite par un incendie quelques années avant la Révolution française, se trouvait dans le parc du château. Elle fut reconstruite à la fin du XVIIIe siècle par la famille de Cambray, tout en pierre. Elle comportait un portail à deux pilastres d'ordre toscan. Le maître autel était en pierre et le chœur comportait 18 stalles en chêne.
- Chapelle sépulcrale des familles Cadeau d'Acy et de Rougé, située derrière l'église[52]. Construite en style romano-byzantin, le décor et le mobilier (autel, bénitier) sculptés, furent exécutés de 1862 à 1864 par les frères Duthoit, sculpteurs à Amiens[53].

Cette chapelle fut édifiée à la suite du décès d'Édouard Cadeau d'Acy (1795-1860).
Située derrière le chœur de l'église, au fond d'une allée plantée d'arbres qui mène à l'ancienne entrée du château, cette chapelle a été miraculeusement préservée des bombardements pendant la Première Guerre mondiale. Donnée à la commune, elle a fait l'objet en 2015 d'une restauration, soutenue notamment, par la Fondation du Patrimoine. On remarque à l'intérieur, sur la clé de voûte, à l'aplomb de l'entrée, le blason de la famille Cadeau d'Acy (d'azur à 3 bandes ondées d'argent) ; la plaque funéraire de la marquise de Rougé du Plessis-Bellière, née Marie de Pastoret, décédée en 1890 ; celle du chancelier de Pastoret, son grand-père, décédé en 1840. Ces deux sépultures furent transférées de Moreuil à Villers-aux-Érables après 1918. On y remarque également un ange portant le blason de la famille de Rougé (de gueules à la croix pattée d'argent).
- Oratoire à la Vierge, de 1954, en forme de carte de France[56].
- Monument aux morts érigé au carrefour des rue de Moreuil, rue Basse-Boulogne, et rue du Château y sont inscrits les noms de six soldats du village morts pour la France[24].

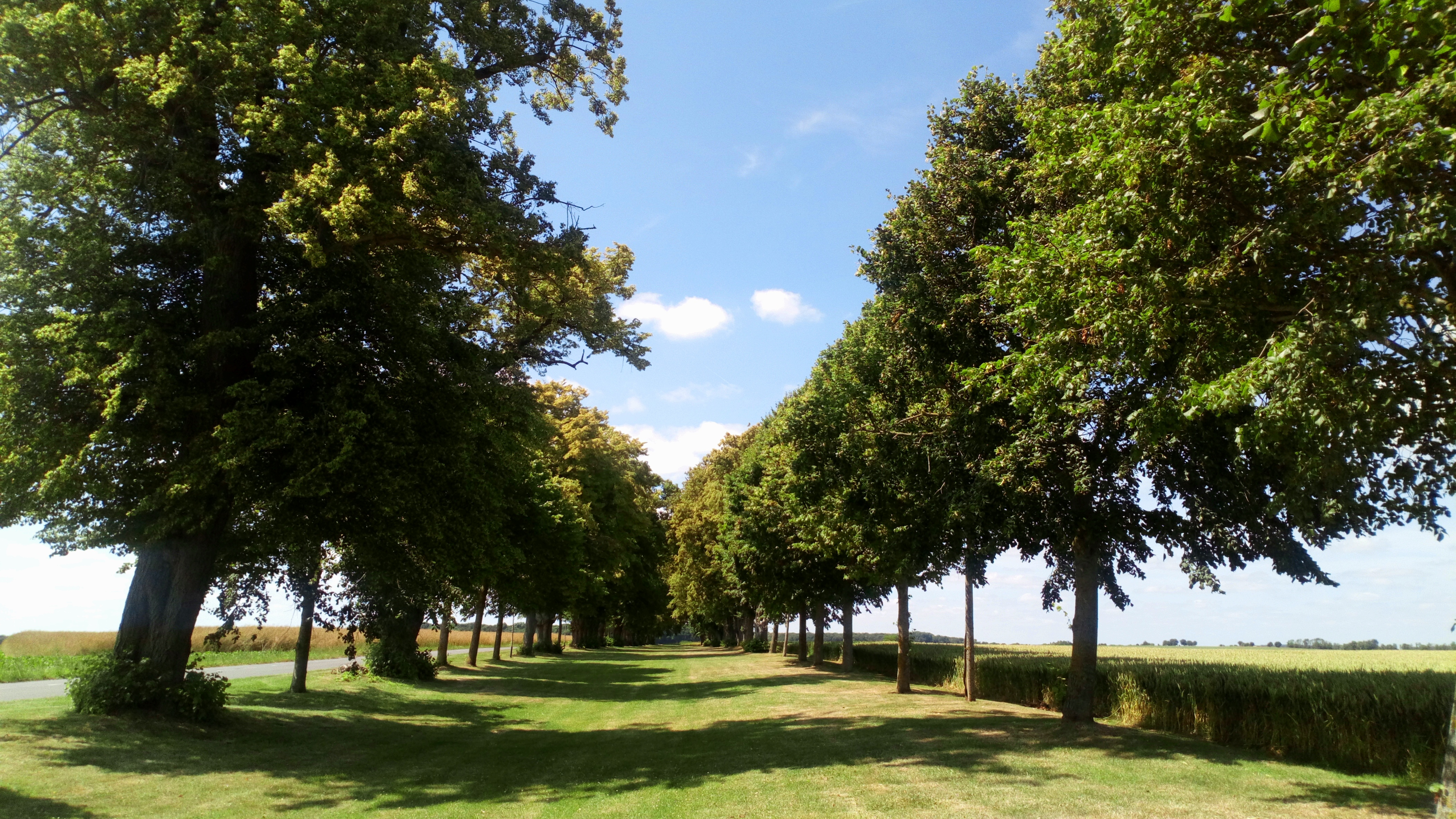
Allée des Tilleuls.
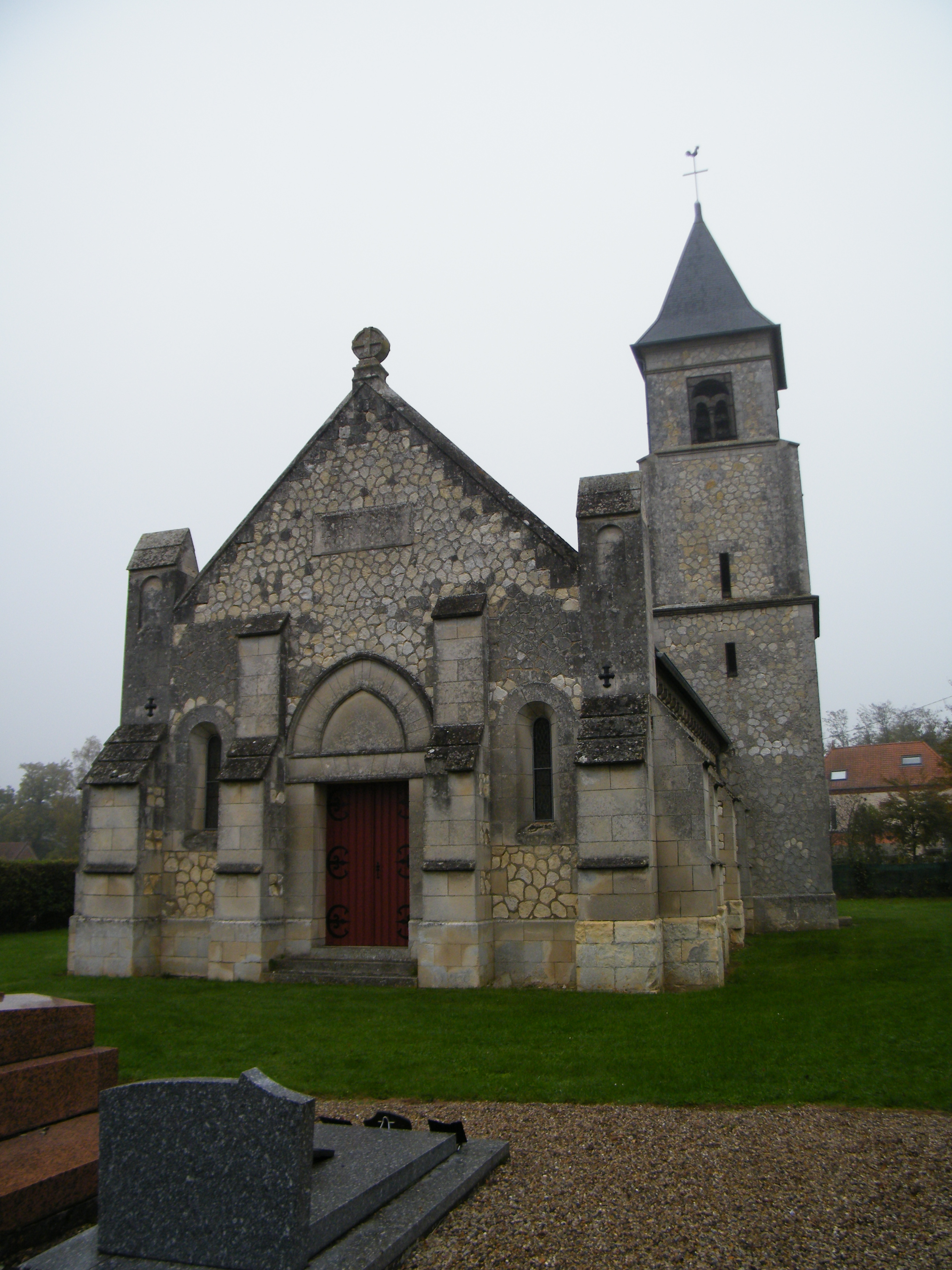
L'église Saint-Sulpice.
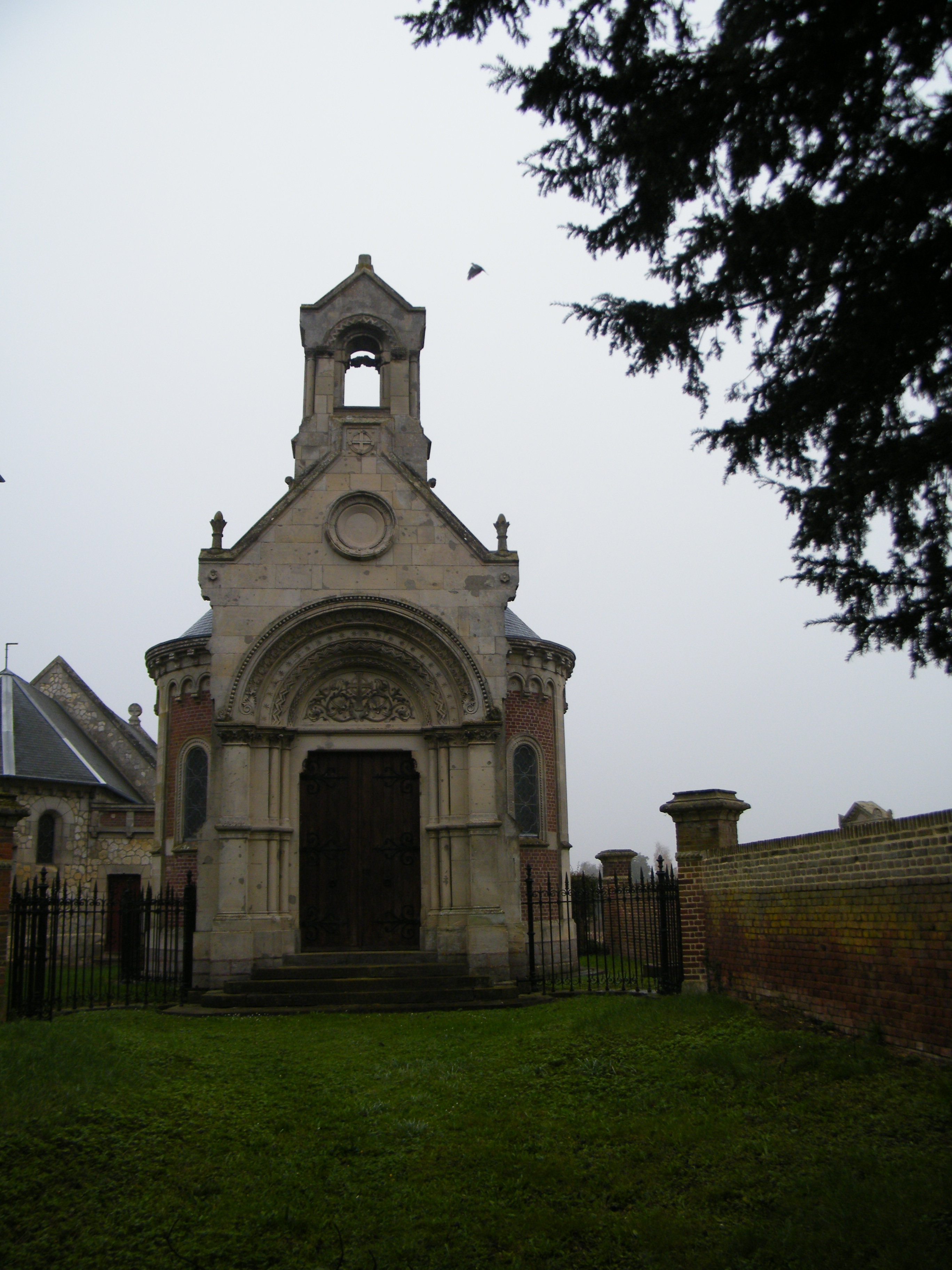
Chapelle dans le cimetière.
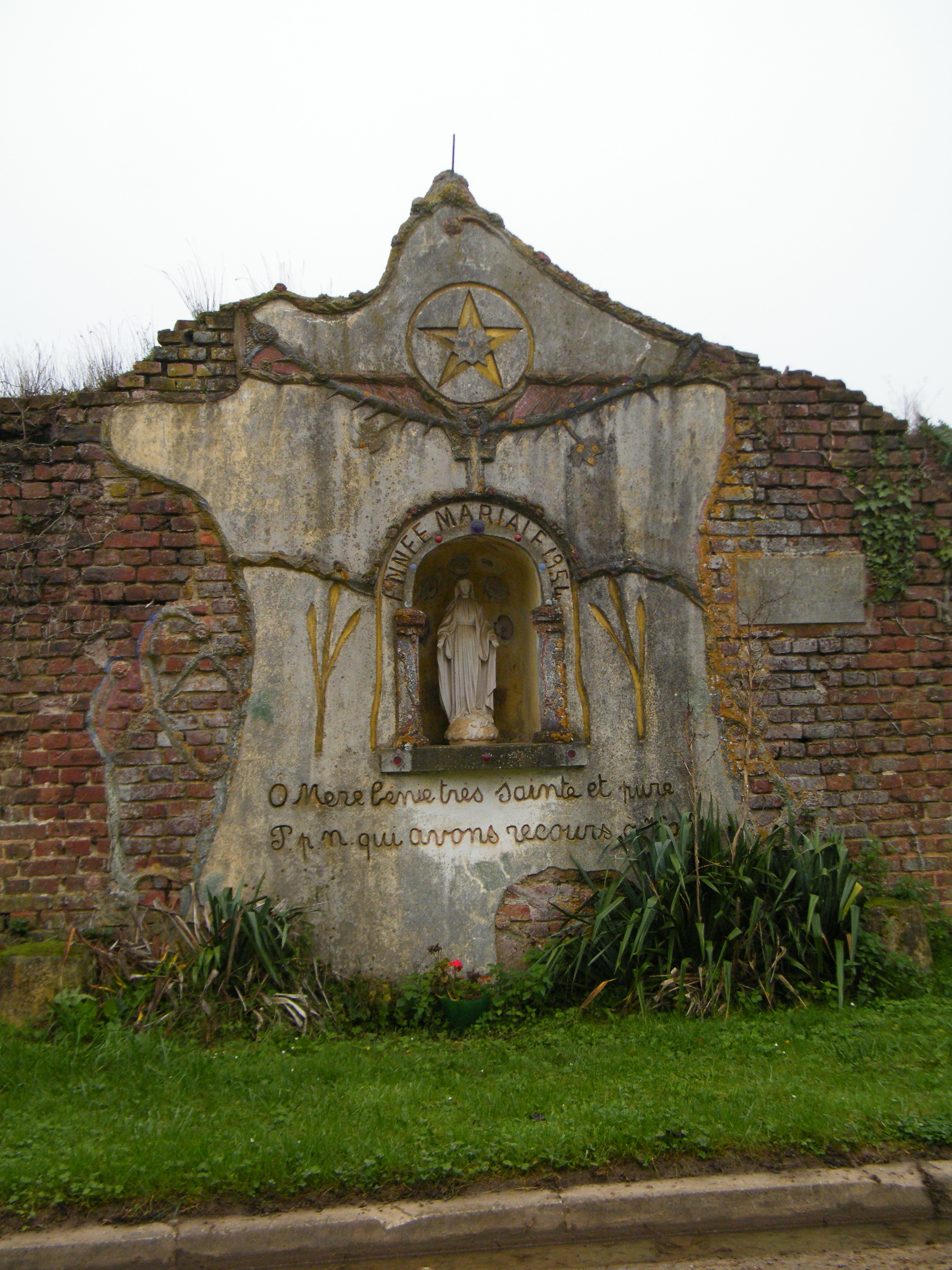
L'oratoire à la Vierge
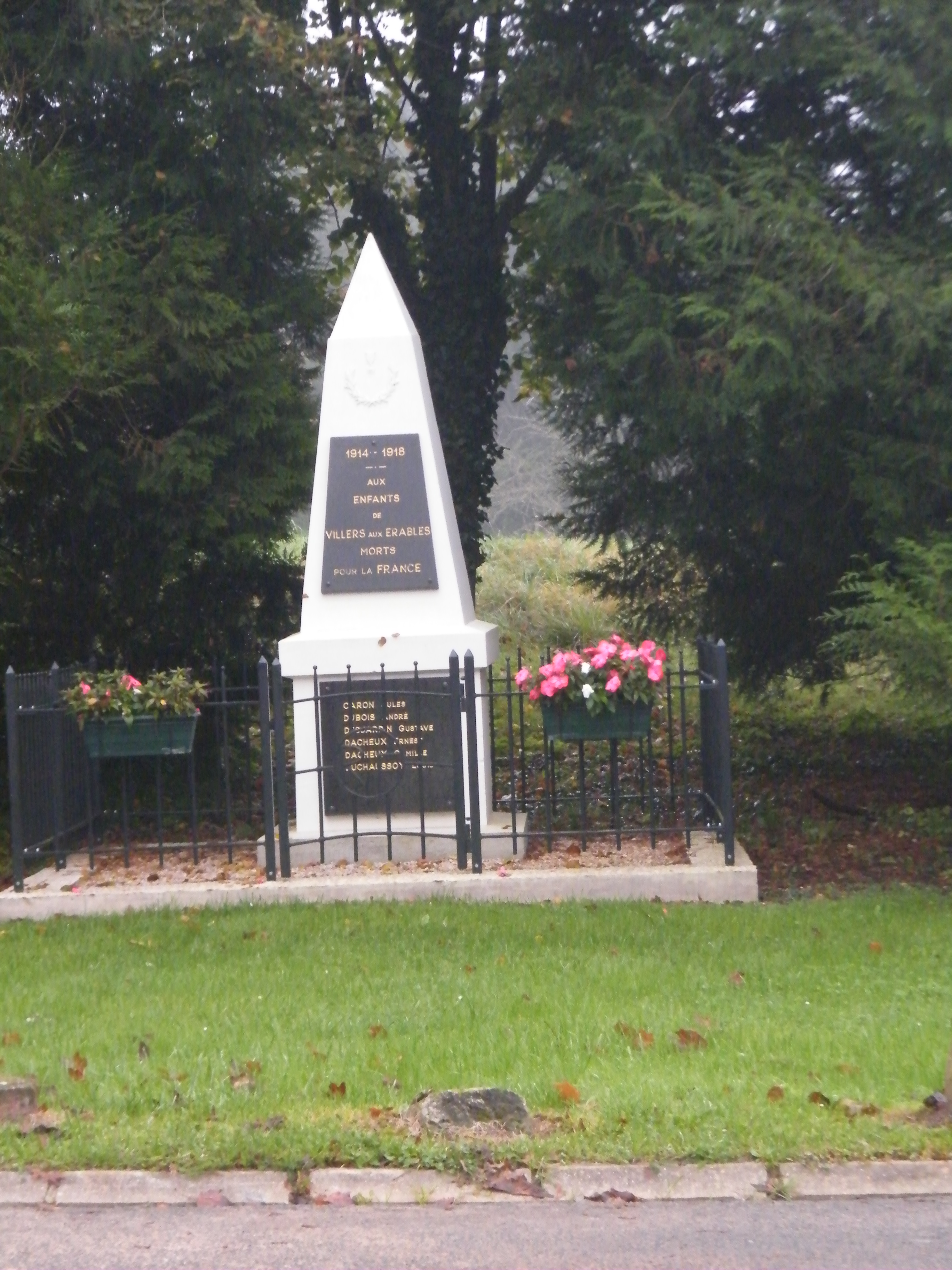
Le monument aux morts.
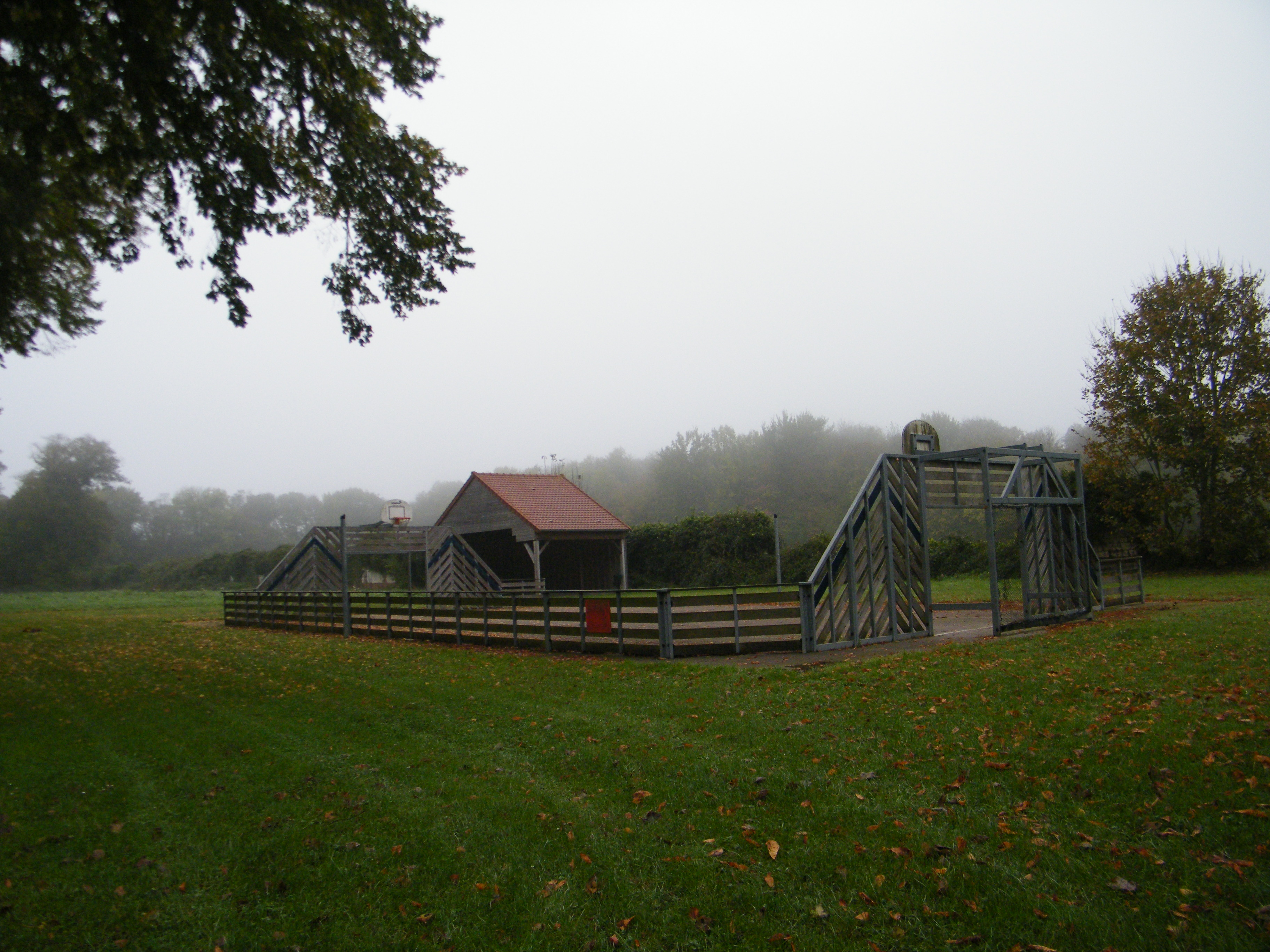
Terrain de sport.

### Héraldique

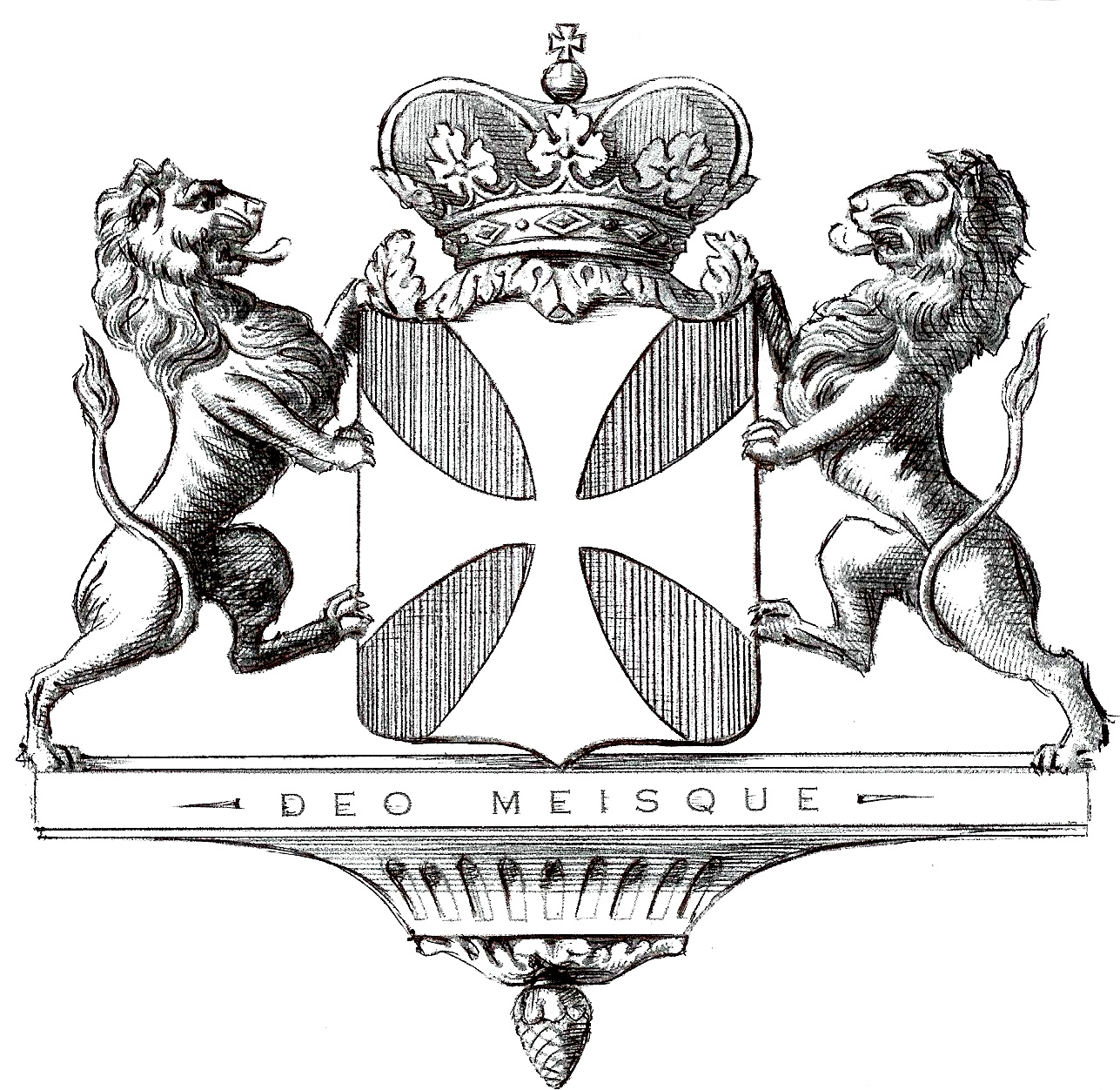

Blason de la famille de Rougé, à Villers-aux-Érables de 1885 à 1916.

### Personnalités liées à la commune
- Édouard Cadeau d'Acy (1795-1860), député de la Somme de 1837 à 1848, président du conseil général de la Somme.

## Pour approfondir